# ACiD Productions
ACiD Productions (ACiD) — неформальна група цифрових художників.
Група була заснована в 1990 році, і спочатку спеціалізувалася на ANSI-графіці для BBS-станцій. Наразі члени групи займаються всілякими видами комп'ютерної графіки і розробкою програмного забезпечення.